# 二十五角形

正二十五角形

二十五角形（にじゅうごかくけい、にじゅうごかっけい、icosipentagon）は、多角形の一つで、25本の辺と25個の頂点を持つ図形である。内角の和は4140°、対角線の本数は275本である。

## 正二十五角形
正二十五角形においては、中心角と外角は14.4°で、内角は165.6°となる。一辺の長さが a の正二十五角形の面積 S は
{\displaystyle S={\frac {25}{4}}a^{2}\cot {\frac {\pi }{25}}\simeq 49.47384a^{2}}
{\displaystyle \cos(2\pi /25)}を冪根で表すと
{\displaystyle \cos {\frac {2\pi }{25}}={\frac {1}{2}}\left({\sqrt[{5}]{{\frac {{\sqrt {5}}-1}{4}}+{\frac {\sqrt {10+2{\sqrt {5}}}}{4}}i}}+{\sqrt[{5}]{{\frac {{\sqrt {5}}-1}{4}}-{\frac {\sqrt {10+2{\sqrt {5}}}}{4}}i}}\right)={\frac {1}{2}}\left({\sqrt[{5}]{\cos {\frac {2\pi }{5}}+i\cdot \sin {\frac {2\pi }{5}}}}+{\sqrt[{5}]{\cos {\frac {2\pi }{5}}-i\cdot \sin {\frac {2\pi }{5}}}}\right)}

### 正二十五角形の作図
正二十五角形は定規とコンパスによる作図が不可能な図形である。
正二十五角形は折紙により作図が不可能な図形である。